# باول جيبس
باول جيبس (بالإنجليزية: Paul Gibbs)‏ (26 أكتوبر 1972 في المملكة المتحدة - ) هو لاعب كرة قدم بريطاني في مركز الدفاع. لعب مع إبسفليت يونايتد وكولتشستر يونايتد ونادي بارنسلي ونادي برينتفورد ونادي بليموث أرجايل ونادي توركي يونايتد وكانفي آيلاند ونادي ديس تاون ‏ ونادي غورلستون ‏ ونادي ويموث.

## وصلات خارجية
- باول جيبس على موقع قاعدة بيانات كرة القدم.إي يو (الإنجليزية)
- باول جيبس على موقع Soccerbase.com (لاعب) (الإنجليزية)